# Reykholt (Borgarbyggð)
Reykholt – miejscowość w zachodniej Islandii, w dolinie rzeki Reykjadalsá (lewy dopływ Hvítá) zwanej Reykholtsdalur. Na początku 2018 roku zamieszkiwało ją 56 osób. Położona jest przy drodze nr 518, która odchodzi od drogi nr 50 w okolicach Kleppjárnsreykir.
Współcześnie Reykholt stanowi niewielką osadę, ale historycznie miało duże znaczenie jako jeden z ważniejszych średniowiecznych ośrodków religijnych i intelektualnych na wyspie. Swoją pozycję zawdzięczało działalności poety i polityka Snorriego Sturlusona, który mieszkał tutaj w latach 1206–1241. Jego działalności poświęcona jest instytucja kultury i badań nad średniowieczem Snorrastofa. Z postacią Snorriego związany jest też, nazwany jego imieniem, basen geotermalny Snorralaug. W miejscowości znaleźć również można pomnik Snorriego Sturlusona wykonany przez Gustava Vigelanda.